# Edge Dance Studios
Edge Dance Studios är en fristående dansskola i Uppsala, belägen på S:t Persgatan 13. Edge grundades år 2010 av Åsa Karolina Ingelög och Claes Fredric Nyholm. Då Edge är ansluten till Sveriges Dansorganisation, så har  dess dansare sedan starten tävlat i grenarna street och disco. Redan första året lyckades de få 17 pokaler. Detta har bidragit till att danskulturen vuxit i Uppsala, speciellt bland ungdomar. Edge har vid slutet av varje vårterminen elevföreställningar för i samtliga kurser hos Musikens Hus.

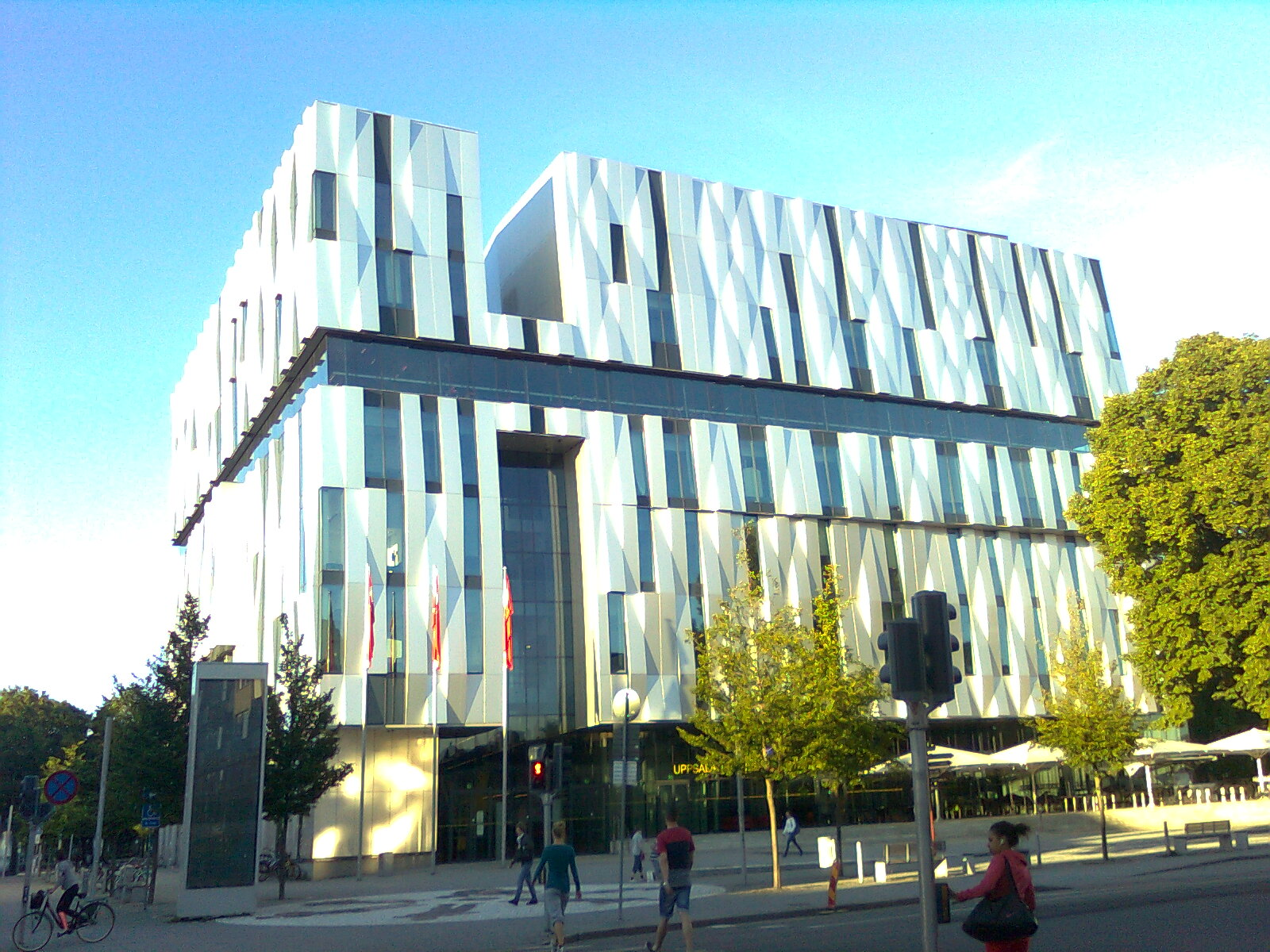
Musikens Hus, Uppsala